# ایکینجی نوگه‌دی
ایکینجی نوگه‌دی (به ترکی آذربایجانی: İkinci Nügədi) یک منطقه مسکونی در جمهوری آذربایجان است که در شهرستان قوبا واقع شده است. ایکینجی نوگه‌دی ۸۷۷۴ نفر جمعیت دارد.

## ریشه واژه
نوگدی در زبان تاتی به‌معنی روستای نو و تازه است.